# (4597) Consolmagno
(4597) Consolmagno es un asteroide perteneciente al cinturón de asteroides, descubierto el 30 de octubre de 1983 por Schelte John Bus desde el Observatorio del Monte Palomar, Estados Unidos.

## Designación y nombre
Designado provisionalmente como 1983 UA1. Fue nombrado Consolmagno en honor  astrónomo estadounidense y científico planetario Guy Consolmagno.

## Características orbitales
Consolmagno está situado a una distancia media del Sol de 2,608 ua, pudiendo alejarse hasta 2,920 ua y acercarse hasta 2,297 ua. Su excentricidad es 0,119 y la inclinación orbital 4,867 grados. Emplea 1539 días en completar una órbita alrededor del Sol.

## Características físicas
La magnitud absoluta de Consolmagno es 12,7. Tiene 15,634 km de diámetro y su albedo se estima en 0,075.